# Zbigniew Jan Lanckoroński

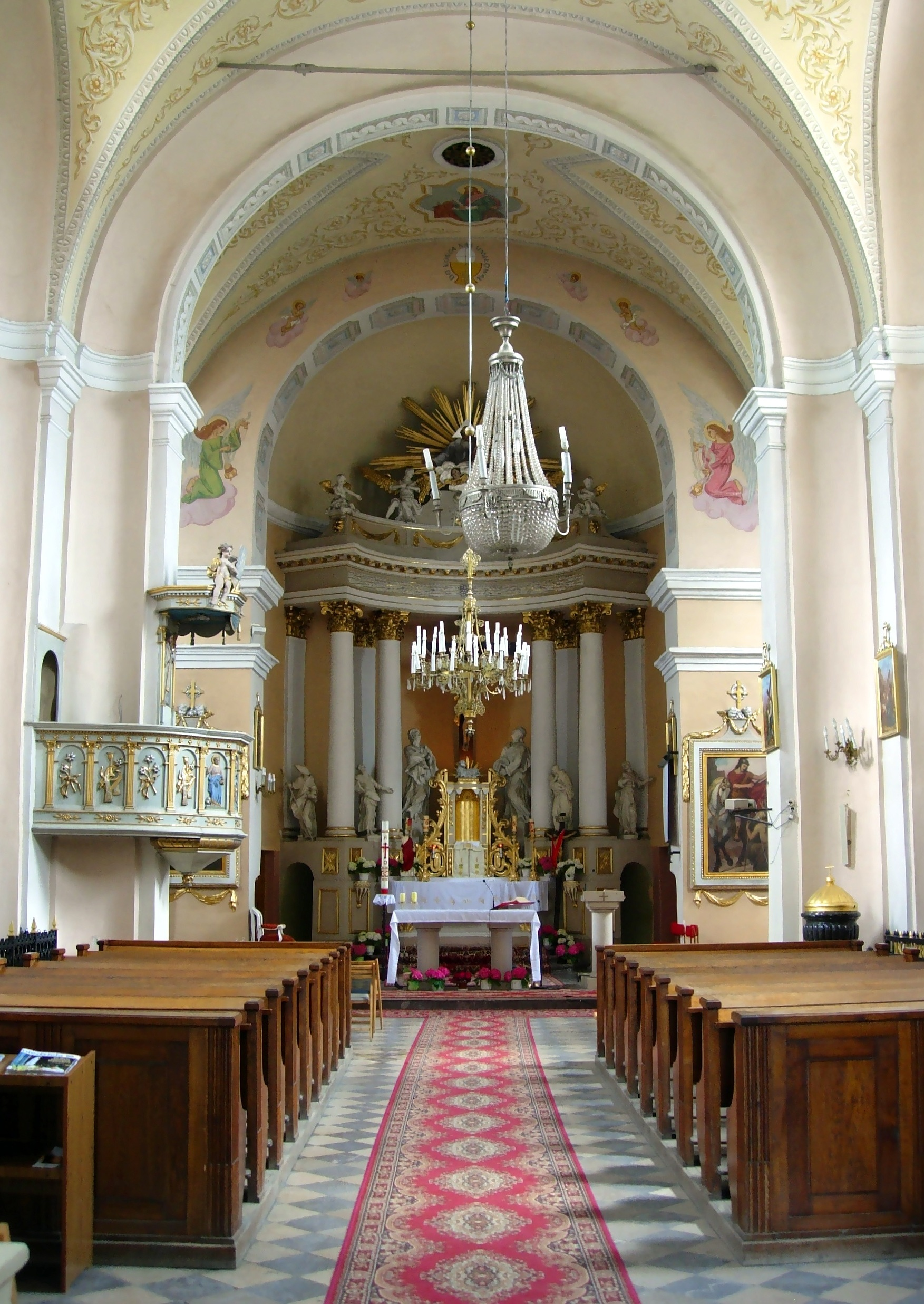
Wnętrze kościoła św. Marcina w Wodzisławiu

Zbigniew Jan Lanckoroński herbu Zadora (ur. ok. 1610, zm. 1678) – sekretarz królewski, proboszcz wodzisławski, małogoski i sędziszowski, kanonik poznańskiej kapituły katedralnej w latach 1658–1675, kanonik krakowski i płocki.

## Rodzina
Pochodził z gałęzi Lanckorońskich osiadłej na Włodzisławiu. Był jednym z siedmiu synów Samuela Lanckorońskiego, (zm. 1638) i Zofii Firlej (zm. 1645).

## Życiorys
- podobnie jak bracia odebrał staranne wykształcenie, nauczycielem jego w domu rodzinnym był Jan Ciągocki.
- 1639 – kształcił się w Akademii Krakowskiej.
- 2 sierpnia 1640 – został wpisany do księgi Arcybractwa Różańcowego w Wodzisławiu, fundowanego przez jego matkę[2], występował już wówczas jako pleban wodzisławski. Beneficjum wodzisławskie otrzymał nie mając jeszcze święceń kapłańskich[3]. Na dochody plebana wodzisławskiego składały się między innymi nadane w 1640 r. przez biskupa krakowskiego Jakuba Zadzika dziesięciny z karczunków należących do Wodzisławia i wsi: Świątniki, Laskowa, Łany, Klemencice, Zielonki, Piotrowice, Strzeszkowice, Piskorzowice, i Zakrzów.
- 1643 – razem z braćmi Przedborem i Pakosławem Kazimierzem rozpoczął studia na uczelni w Ingolstadt, gdzie studiował filozofię do września 1645 r.
- 1647 – wraz z braćmi Wespazjanem i Pakosławem Kazimierzem uzyskał w Rzymie relikwie św. Perygryna, który stał się patronem rodu Lanckorońskich.
- 1651 – objął probostwo sędziszowskie, ustępując wodzisławskie swemu dawnemu nauczycielowi Janowi Ciągockiemu.
- 25 stycznia 1664 kościół sędziszowski wizytował biskup krakowski Mikołaj Oborski i miał wiele uznania i jak najlepsze zdanie o proboszczu sędziszowskim.
- ok. 1669, kiedy brat Wespazjan postąpił na biskupstwo kamienieckie, został proboszczem małogoskim i od tego czasu swe obowiązki kapłańskie dzielił między parafię małogojską a sędziszowską[4]. Utrzymywał liczne i przyjazne stosunki z okoliczną szlachtą.
- 1674 – został wybrany deputatem na Trybunał Piotrkowski.
- 1672 – został kanonikiem poznańskim.
- 1674 – został kanonikiem krakowskim.

Był także sekretarzem królewskim i kanonikiem płockim. Brat Wespazjan zapisał mu w testamencie swoją bibliotekę i uczynił go wykonawcą swej ostatniej woli.
- umarł w roku 1678[5]